# 인천도시공사 핸드볼단
인천 도시공사 HC(Incheon Housing and City Development Corporation Handball Club)는 대한민국 인천광역시에 있는 핸드볼 선수단이다. 인천도시공사가 운영하는 남자 세미프로 핸드볼단이며, 2006년에 창단되었다.

## 참고 문헌
- “스포츠지원포털 등록 현황”. 대한체육회.